# ブラジルでの降雪
ブラジルでの降雪（ぶらじるでのこうせつ）は、毎年のように南部の台地で観測されるが、他の地域での降雪は稀である。
リオグランデ・ド・スル州、サンタカタリーナ州、パラナ州の台地である以下の都市・町村
- サン・ジョアキン（英語版）（サンタカタリーナ州）
- ウルビシ（英語版）（サンタカタリーナ州）
- ウルペマ（英語版）（サンタカタリーナ州）
- サン・ジョゼ・ドス・アウセンテス（英語版）（リオグランデ・ド・スル州）
- ボン・ジェズーズ (リオグランデ・ド・スル州)（英語版）（リオグランデ・ド・スル州）
- ボン・ジャルジン・ダ・セーラ（英語版）（サンタカタリーナ州）
- カンバラー・ド・スル（英語版）（リオグランデ・ド・スル州）
- パルマス（パラナ州）

これらの都市・町村はブラジル国内で最も寒い都市・町村とみなされる。
ブラジルで記録・観測された最大積雪深は、1897年8月7日のバカリアで、2メートル以上の積雪があった。このような積雪はブラジル国内では非常に稀で、下記は積雪深1メートル（または1メートル以上）を記録・観測した数少ない3例である。
- 1879年8月7日 - リオグランデ・ド・スル州バカリア（英語版）で2メートルの積雪があった。
- 1957年7月20日 - サンタカタリーナ州サン・ジョアキン（英語版）に1.3メートルの積雪があった。ブラジル国内の最大積雪深はこの事例が取り上げられることが多い[5]。
- 1985年6月15日 - リオデジャネイロ州イタチアイア（英語版）で1メートルの積雪があった[6]。

ブラジルの降雪の大半は標高の高い地域であるが、イジュイー（標高330メートル）、ポルト・アレグレ（標高10メートル）など、標高の低い地域での雪の報告も少なくない。
前述した3州に加えてサンパウロ州 (最後の降雪はアピアイの1975年）とリオデジャネイロ州（最後の降雪はイタチアイア及びピコ・ダス・アグーリャス・ネーグラスの1985年）でも雪が報告されているため、5州で報告されたことになる。
ブラジルでの降雪は主に6-8月に発生する。 期間中、サン・ジョアキンはブラジル国内から平均1万3000人が訪れる。